# L. U. Ransford

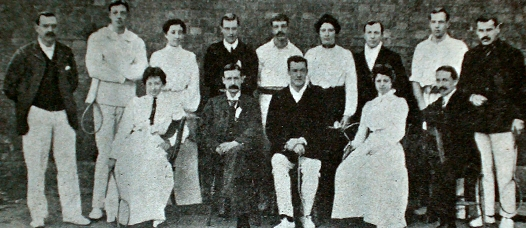
L. U. Ransford (2. v.l.)

L. U. Ransford  (* 30. Mai 1880; † 1954) war ein englischer Badmintonspieler.

## Karriere
L. U. Ransford gewann 1902 den Mixedtitel bei den All England mit E. Moseley. 1903 und 1904 siegte er erneut im Mixed, diesmal jedoch mit Mabel Hardy an seiner Seite, bei den Irish Open.

## Sportliche Erfolge
| Saison | Veranstaltung | Disziplin | Platz | Name                         |
| ------ | ------------- | --------- | ----- | ---------------------------- |
| 1902   | All England   | Mixed     | 1     | L. U. Ransford / E. Moseley  |
| 1903   | Irish Open    | Mixed     | 1     | L. U. Ransford / Mabel Hardy |
| 1904   | Irish Open    | Mixed     | 1     | L. U. Ransford / Mabel Hardy |